# Sari Szasz

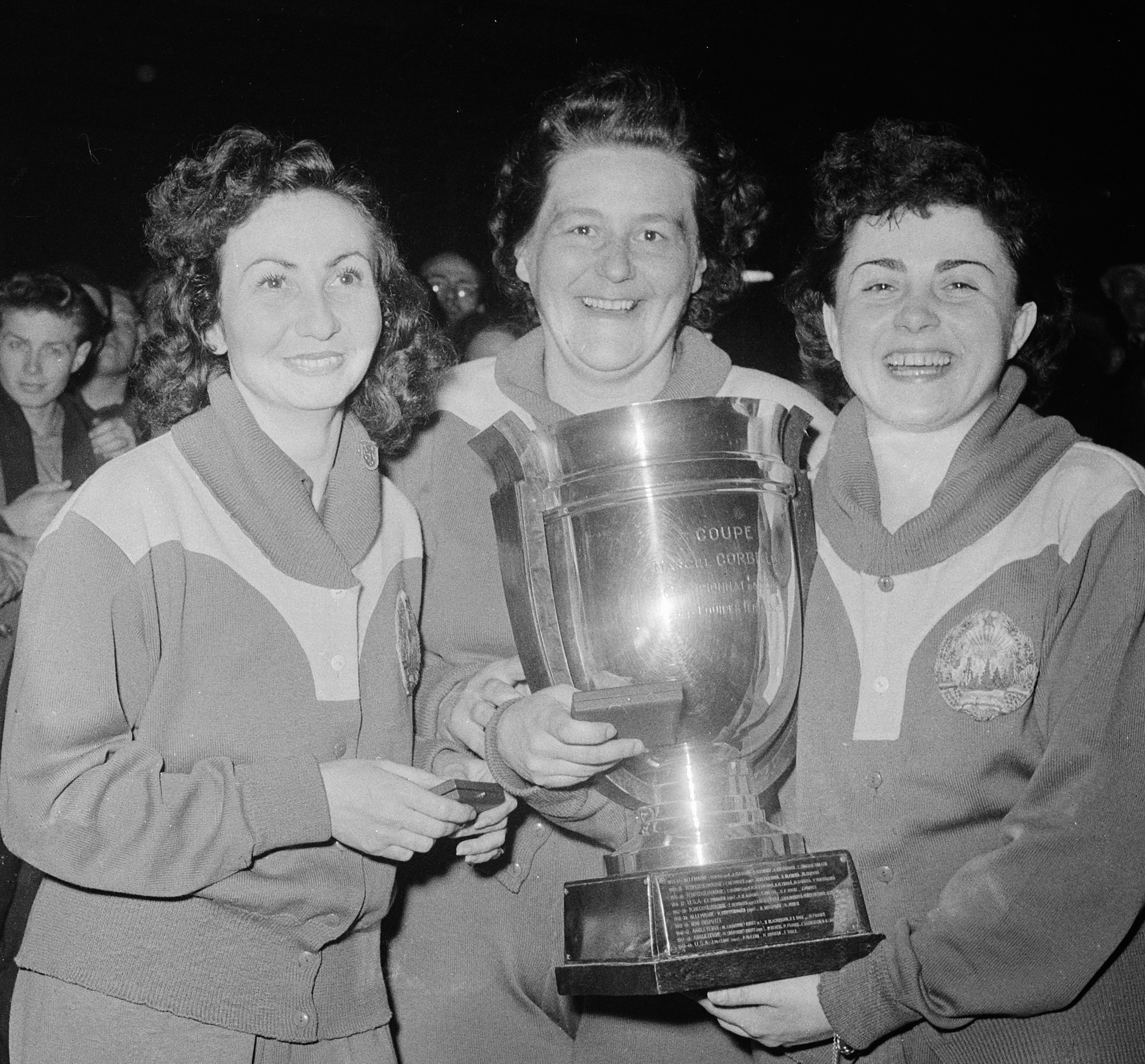
Angelica Rozeanu, Sari Szasz, Ella Zeller (von links nach rechts) 1955

Sari Szasz - geboren als Sari Kolosvary (* 1922 in Cluj-Napoca; † 19. Februar 2006) war eine rumänische Tischtennisspielerin. Sie nahm an neun Weltmeisterschaften teil und gewann dabei vier Gold-, drei Silber- und drei Bronzemedaillen.

## Werdegang
Sari Kolosvary wurde 1922 geboren. Um 1950 heiratete sie und trat danach unter dem Namen Sari Szasz auf.
In den 1940er und 1950er Jahren stand sie im Schatten von Angelica Adelstein-Rozeanu. So wurde sie niemals rumänischer Meister im Einzel. Im Doppel dagegen gelangen ihr sieben Titelgewinne (1940, 1946, 1947, 1948, 1950, 1951, 1952).
1939 wurde sie erstmals für eine Weltmeisterschaft nominiert. Hier kam sie im Doppel mit Angelica Adelstein-Rozeanu ins Endspiel, wo sie dem deutschen Paar Hilde Bussmann/Trude Pritzi unterlagen. Im Mannschaftswettbewerb war sie am Gewinn der Bronzemedaille beteiligt. Mit der gleichen Partnerin gelang auch 1951 der Sprung ins Finale. Diesmal wurden sie von den englischen Zwillingen Diane Rowe/Rosalind Rowe besiegt. Im Einzel holte sie 1950 Bronze. An vier Goldmedaillen war sie im Mannschaftswettbewerb beteiligt, nämlich 1950, 1951, 1953 sowie bei ihrer letzten WM-Teilnahme 1955.
Im Oktober 1950 belegte Sari Szasz in der ITTF-Weltrangliste Platz drei.

## Turnierergebnisse
| Verband | Veranstaltung     | Jahr | Ort      | Land | Einzel        | Doppel        | Mixed        | Team |
| ------- | ----------------- | ---- | -------- | ---- | ------------- | ------------- | ------------ | ---- |
| ROU     | Weltmeisterschaft | 1955 | Utrecht  | NED  | Viertelfinale | letzte 16     | letzte 16    | 1    |
| ROU     | Weltmeisterschaft | 1954 | Wembley  | ENG  | letzte 64     | keine Teiln.  | keine Teiln. | 4    |
| ROU     | Weltmeisterschaft | 1953 | Bukarest | ROU  | letzte 32     | letzte 16     | letzte 16    | 1    |
| ROU     | Weltmeisterschaft | 1952 | Bombay   | IND  | Viertelfinale | Viertelfinale | letzte 32    | 2    |
| ROU     | Weltmeisterschaft | 1951 | Wien     | AUT  | letzte 16     | Silber        | keine Teiln. | 1    |
| ROU     | Weltmeisterschaft | 1950 | Budapest | HUN  | Halbfinale    | letzte 32     | letzte 16    | 1    |
| ROU     | Weltmeisterschaft | 1948 | Wembley  | ENG  | letzte 16     | Scratched     | Scratched    | 3    |
| ROU     | Weltmeisterschaft | 1939 | Kairo    | EGY  | letzte 16     | Silber        | keine Teiln. | 3    |